# 我在路上最爱你
《我在路上最爱你》（英語：On the Way）是中国大陆和韩国联合制作的3D爱情片，制作方是巨力影视传媒有限公司、北京麦特文化发展有限公司、太特拉公司，导演金丰起，主演黄圣依、池珍熙、文章、车秀妍。该片原本有大尺度的床戏，但是由于中国大陆没有电影分级制度，导致大部分章节被删除。

## 剧情
该片讲述“水晶”和韩国男子“周焕”的爱情故事。

## 演出
- 黄圣依 出演 崔水晶
- 池珍熙 出演 鄭周焕
- 文章 出演 夏雨
- 车秀妍 出演 银燕
- 张少华
- 翟文斌

## 曲目
| 曲序 | 曲目                   | 歌手   |
| ---- | ---------------------- | ------ |
| 1.   | 《三天三夜》（主题曲） | 黄圣依 |

## 制作
该片曾在济州岛、首尔、云南省、北京市等取景。

## 上映
由于新闻媒体曝光了男演员文章和姚笛趁着妻子马伊琍坐月子期间偷情，该片在中国大陆遭到影迷的抵制。